# Fairbanks

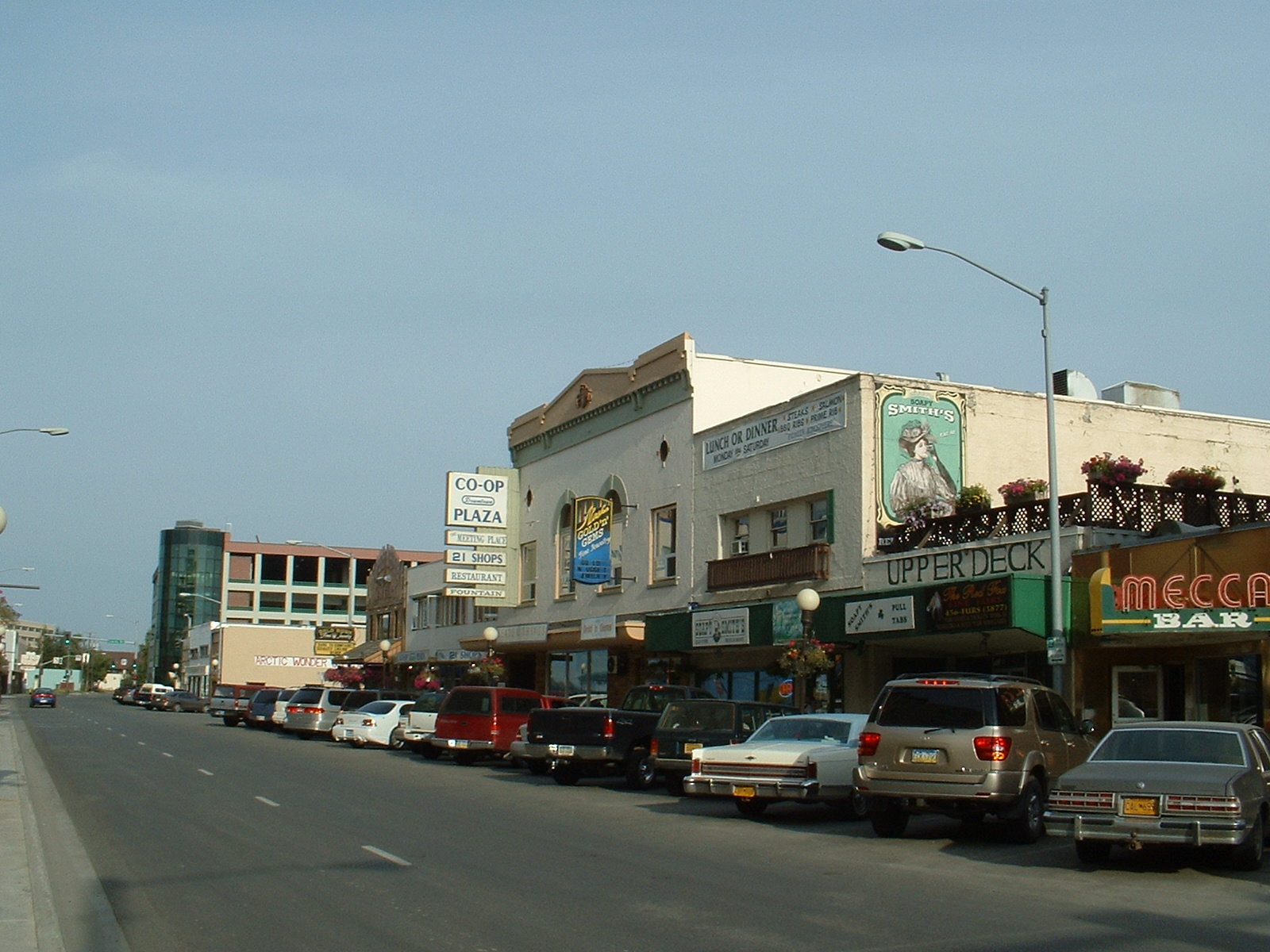
Het centrum van Fairbanks

Fairbanks is een stad in de Amerikaanse staat Alaska en tevens de hoofdstad van het district (Borough) Fairbanks North Star. Ze ligt aan beide oevers van de Chena River, amper 190 km ten zuiden van de poolcirkel. De Chena River is een zijrivier van de Tanana River, die op haar beurt een zijrivier is van de Yukon. In 2022 woonden er 32.515 mensen. Fairbanks is een stad die midden in de wildernis ligt. Ze werd gesticht in 1901 en was aanvankelijk alleen langs de Chena River per boot bereikbaar.
De stad ligt aan een spoorlijn, die de stad met onder andere Anchorage verbindt. Er is ook een internationale luchthaven, Fairbanks International Airport, ten westen van de stad. Aan de oostzijde ligt het legerkamp Fort Wainwright met daarop het militaire vliegveld Ladd Army Airfield. Van hieruit werden in de Tweede Wereldoorlog meer dan 7.900 Amerikaanse militaire vliegtuigen naar de Sovjet-Unie gevlogen in het kader van het Lend-Lease-programma.
Fairbanks herbergt de University of Alaska Fairbanks, de hoofdcampus van het University of Alaska System.

## Geboren
- Anna Kathryn Holbrook (1956), actrice
- Kevin Johansen (1964), Amerikaans-Argentijnse zanger
- David A. Gregory (1985), acteur
- Alexander Hall (1995), freestyleskiër